# Marge opérationnelle
Pour les articles homonymes, voir MOP.
 (août 2017).
Si vous disposez d'ouvrages ou d'articles de référence ou si vous connaissez des sites web de qualité traitant du thème abordé ici, merci de compléter l'article en donnant les références utiles à sa vérifiabilité et en les liant à la section « Notes et références ».
La marge opérationnelle ou marge d'exploitation, correspond au résultat d'exploitation divisé par le chiffre d'affaires. 
Ce ratio indique la performance économique avant prise en compte du résultat financier, des impôts, ou des événements exceptionnels. 
Un ratio de 10% peut se lire « Sur un produit vendu 100 euros, l'entreprise gagne en moyenne 10 euros une fois la matière première et les salariés payés ». Il permet donc d'estimer la rentabilité du cœur de l'activité d'une entreprise. 
C'est un indicateur financier majeur, qui est très utilisé par les analystes financiers. En effet, une entreprise peut avoir un résultat net négatif car elle est surendettée tout en ayant une activité rentable. Dans le scénario inverse, une entreprise peut obtenir un résultat net positif, en vendant des immeubles chaque année, tout en perdant de l'argent sur son cœur de métier.
La marge opérationnelle d'une entreprise dépend de son secteur d'activité et du niveau de concurrence.

## Marge opérationnelle vs marge brute d'exploitation
Il ne faut pas confondre la marge d'exploitation avec la marge brute d'exploitation, qui est calculée en divisant l'excédent brut d'exploitation (EBE) par le chiffre d'affaires.